# Jhalda
Jhalda (ঝালদা, झ़ालद़ा) é uma cidade e um município in Purulia District, no estado indiano de Bengala Ocidental.

## Demografia
Segundo o censo de 2001, Jhalda tinha uma população de 17 870 habitantes. Os indivíduos do sexo masculino constituem 52% da população e os do sexo feminino 48%. Jhalda tem uma taxa de literacia de 64%, superior à média nacional de 59,5%: a literacia no sexo masculino é de 73% e no sexo feminino é de 53%. Em Jhalda, 14% da população está abaixo dos 6 anos de idade.